# 載瀚
載瀚（1865年2月1日—1866年12月9日），清朝宗室，道光帝之孙，光绪帝的兄长，醇亲王奕譞的长子。

## 生平
同治四年正月初六日（1865年2月1日）出生，生母是嫡福晋叶赫那拉氏，他是慈禧太后的外甥。同治五年（1866年）正月，赏给头品顶戴。同治五年十一月初三日（1866年12月9日）夭折，终年二岁。載瀚死后五年，其同母弟载湉出生，即光绪帝。